# Emm Gryner
Emm Gryner, född 1975 i Sarnia, Ontario, är en kanadensisk sångerska. Hon har gjort flera soloalbum sedan 1996 och bland annat turnerat med David Bowie. Skivan The Summer Of High Hopes är delvis inspelad i Tambourine Studios i Malmö och delvis producerad av Nathan Larson.

## Diskografi
- 1996 – The Original Leap Year
- 1998 – Public
- 1999 – Science Fair
- 2000 – Dead Relatives
- 2002 – Asianblue
- 2005 – Songs Of Love And Death
- 2006 – The Summer Of High Hopes
- 2009 – Goddess
- 2010 – Gem And I
- 2010 – Northern Gospel